# Tölke Borchers
Tölke Borchers (* 19. Juni 1934 in Bremen; † 9. November 2009 in Bremen) war ein deutscher Landwirt und Politiker. Er war Mitglied der Bremischen Bürgerschaft (CDU).   

## Biografie

### Familie und Beruf
Borchers stammt aus einer alten Huchtinger Familie. Sein Vater war der Landwirt und Politiker Hermann Borchers (1903–1973) (BDV, SRP, DP, CDU). Die Straße Borchershof in Huchting wurde nach dem Hof benannt. Er war als Landwirt in Bremen tätig. Borchers war verheiratet. 

### Politik
Borchers war Mitglied in der CDU und in verschiedenen Funktionen aktiv. Er war für die CDU von 1987 bis 1995 in der 12. und 13. Wahlperiode acht Jahre lang Mitglied der Bremischen Bürgerschaft und in der Bürgerschaft in verschiedenen Deputationen tätig.
Er war von 1976 bis 1996 Präsident der Landwirtschaftskammer Bremen und Deichhauptmann im Bereich links der Weser.